# Laurent Jans
Laurent Jans (ur. 5 sierpnia 1992 w Luksemburgu) – luksemburski piłkarz grający na pozycji prawego obrońcy. Od 2018 jest zawodnikiem klubu FC Metz.

## Kariera klubowa
Swoją karierę piłkarską Jans rozpoczął w klubie Fola Esch. W 2011 roku awansował do pierwszej drużyny. 6 sierpnia 2011 zadebiutował w jej barwach w pierwszej lidze luksemburskiej w przegranym 1:2 wyjazdowym meczu z CS Grevenmacher. W sezonie 2012/2013 wywalczył swój pierwszy tytuł mistrza Luksemburga. W sezonie 2013/2014 został wicemistrzem kraju, a w sezonie 2014/2015 ponownie wywalczył tytuł mistrzowski.
W kwietniu 2015 roku Jans podpisał dwuletni kontrakt z belgijskim Waasland-Beveren z możliwością przedłużenia o kolejny rok. W Eerste klasse swój debiut zaliczył 26 lipca 2015 w przegranym 2:3 wyjazdowym meczu z Anderlechtem. Od czasu debiutu był podstawowym zawodnikiem swojego klubu.
19 czerwca 2018 roku trafił do FC Metz, gdzie podpisał kontrakt obowiązujący do końca czerwca 2021 roku. Z francuskim zespołem uzyskał promocję do Ligue 1. Po zakończeniu sezonu został wypożyczony do beniaminka Bundesligi - SC Paderborn 07. Niemiecki zespół zagwarantował sobie możliwość wykupu piłkarza po sezonie.

## Kariera reprezentacyjna
W reprezentacji Luksemburga Jans zadebiutował 16 października 2012 w przegranym 0:3 meczu eliminacji do MŚ 2014 z Izraelem, rozegranym w Ramat Gan. 2 czerwca 2019 roku w towarzyskim spotkaniu przeciwko Madagaskarowi zdobył swoją pierwszą bramkę w drużynie narodowej.